# Río de los Palos
Río de los Palos är ett vattendrag i Chile.   Det ligger i regionen Región de Aisén, i den södra delen av landet, 1 300 km söder om huvudstaden Santiago de Chile.
I omgivningen kring Río de los Palos växer i huvudsak blandskog och området är nästan obefolkat, med mindre än två invånare per kvadratkilometer.